# Frukostgrund
Frukostgrund är en ö nära Själö i Nagu,  Finland.   Den ligger i Pargas stad i den ekonomiska regionen  Åboland  och landskapet Egentliga Finland. Ön ligger just nordväst om Själö, omkring 6 kilometer norr om Nagu kyrka,  30 kilometer sydväst om Åbo och 170 km väster om Helsingfors. Närmaste allmänna förbindelse är förbindelsebryggan vid Själö som trafikeras av M/S Falkö och M/S Östern.
Terrängen på Frukostgrund är platt. Öns högsta punkt är 23 meter över havet. I omgivningarna runt Frukostgrund växer i huvudsak barrskog.